# مطبخ أوقيانوسيا

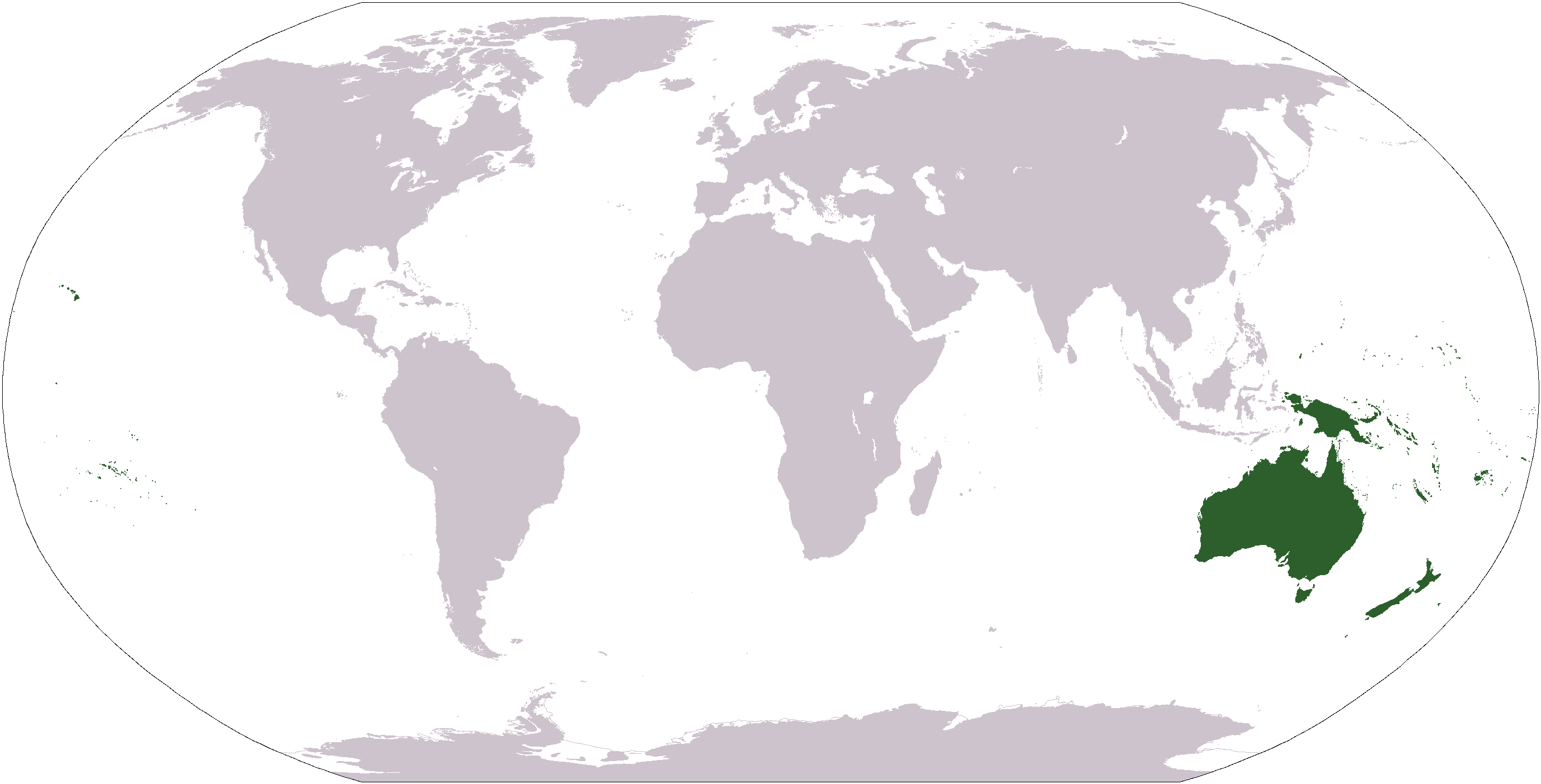

مطبخ أوقيانوسيا يشمل جميع أنواع الطعام المختلفة التي يتناولها شعوب منطقة جنوب المحيط الهندي. وبسبب الاختلافات الشاسعة بين الحضارات في هذه المنطقة، فيمكن تقسيم مطابخهم إلى الفئات التالية:
- مطبخ أوسترالاسيا ويضم مأكولات من أستراليا، نيو زيلاندة وبابوا غينيا الجديدة.
- مطبخ ميلانيسيا ويضم مأكولات من أرخبيل بيسمارك، فيجي، كاليدونيا الجديدة، غينيا الجديدة، جزر مالوكو، جزر سليمان، جزر مضيق توريس وفانواتو.
- مطبخ مايكرونيزيا ويضم مأكولات من الولايات الماكرونية المتحدة، جمهورية جزر المارشال، جمهورية بالاو، كومنولث جزر ماريانا الشمالية، جمهورية ناورو، جمهورية كرباتي، غوام وجزيرة ويك.
- مطبخ بولنيسيا ويضم مأكولات من ساموا الأمريكية، أنوتا، جزر كوك، جزيرة عيد الفصح، إماي، بولينيزيا الفرنسية، هاواي، كابينجامارانجي، بابوا غينيا الجديدة)، تونكا، توفالو، والس وفوتانا وتواموتس.